# Шабур
Шабур (рос. Шабур) — село Заіграєвського району, Бурятії Росії. Входить до складу Сільського поселення Шабурське.
Населення — 1172 особи (2015 рік).